# Операція Interflex
Операція Interflex (англ.  Operation Interflex) — програма підготовки українських військових за стандартами Королівських збройних сил Великої Британії. Програма організована Сполученим Королівством спільно з країнами-учасницями Об'єднаного експедиційного корпусу (англ.  UK Joint Expeditionary Force) та іншими союзниками. Навчання фінансується Великою Британії в рамках загальної підтримки України, обсяг якої на квітень 2023 досяг 4 млрд фунтів стерлінгів (4,6 млрд євро).

## Формат
Програма орієнтована на українських рекрутів з невеликим військовим досвідом або без нього та організована за стандартами навчання піхотинців Збройних сил Великої Британії, яка була стиснута за часом для максимізації кількості учасників та швидкості підготовки. Програма наголошує на базові навички, необхідні для виживання та бойової ефективності. П'ятитижневий курс включає навчання поводженню зі зброєю та стрільбі, тактиці, патрулюванню, веденню бою в сільській місцевості та міських умовах, зачистці позицій, поводженню з вибухівкою та розмінуванню, основам кібербезпеки, надання першої допомоги, законам та звичаям війни.
Навчання організовано на тренувальних базах у Йоркширі, Кенті, Уілтширі та Нортамберленді, де були створені умови, що імітують театр бойових дій на сході України: наприклад, відтворено російські системи окопів. Спеціально для програми було закуплено штурмові гвинтівки типу АК, які українські військові використовують на передовій. У ролі умовного супротивника виступають військовослужбовці країн-учасників програми. У навчанні першої допомоги беруть участь громадянські ампутанти, разом з якими українські солдати відпрацьовують навички першої допомоги в польових умовах
Паралельно з рекрутами у ролі командирів тренувальних загонів навчання проходять досвідченіші військові, яким надалі передається керівництво новобранцями. Деякі «випускники» програми базової підготовки надалі продовжують спеціалізоване навчання, наприклад, управлінню бойовою технікою.
Після закінчення програми кожен військовослужбовець отримує комплект спорядження: уніформу, взуття, персональний захист (шолом, бронежилет, захист для очей, вух, паху), рюкзак та сумки, розвантаження, аптечку першої допомоги, додаткове спорядження для спекотної та холодної погоди, спорядження для польових операцій (пончо, спальний мішок, інструменти для організації укріплень).

## Історія
З 2015 року після російської окупації Криму Велика Британія підтримувала Україну та навчала службовців Збройних сил України у рамках операції Orbital (англ.  Operation Orbital). Загальна та спеціалізована підготовка українців британськими військовими інструкторами проходила одночасно з аналогічними зусиллями інших держав в «Об'єднаній багатонаціональній навчальній групі — Україна» (JMTG-U). З 2015 по 2022 рік Велика Британія допомогла Україні підготувати понад 22 тисячі військових. У першій половині лютого 2022 року Велика Британія вивезла з України своїх військових фахівців, щоб уникнути бойових зіткнень із Росією на тлі ймовірного російського вторгнення без оголошення війни. При цьому Сполучене Королівство продовжило постачання протитанкового озброєння.
Навчання українських військовослужбовців відновилося навесні в рамках нової операції, що отримала назву Interflex, а 17 червня 2022 року в ході візиту до Києва прем'єр-міністр Великої Британії Борис Джонсон запропонував розгорнути підготовку рекрутів на території Великої Британії, використовуючи досвід та експертизу Королівських сил. До організації програми було залучено 1050 британських службовців, а перша команда інструкторів була сформована з 11-ї бригади сприяння силам безпеки британської армії.  (англ.)рос. Програму було офіційно запущено 27 червня 2022 року, а перша група українських солдатів розпочала підготовку 9 липня. Вже до середини вересня навчання пройшли близько 5000 українських рекрутів.
Крім підготовки рекрутів британські військові інструктори та військовослужбовці з інших країн займалися спеціальною підготовкою, включаючи підготовку елітних фахівців та навчання використанню поставленої Сполученим Королівством зброї, включаючи РСЗВ М270, танків Challenger 2, високоточних ракет тощо Новозеландські інструктори готували українських військових до використання легкої гармати L118  . Канадські збройні сили, які з 2015 року підготували 33 тисячі службовців ЗСУ в рамках операції Unifier, також направили своїх інструкторів, переважно з канадського полку легкої піхоти принцеси Патриції., Для участі в операції Interflex. Королівський військово-морський флот Великої Британії також робить свій внесок у програму, навчаючи українських моряків контролю пошкоджень та пошуку морських мін.
Станом на 30 червня 2022 року близько 450 українських військовослужбовців пройшли навчання у Великій Британії. Повідомляється, що це навчання було зосереджено на використанні озброєння, наданого Великою Британією, включно з реактивними системами залпового вогню M270.
11 листопада 2022 року повідомлялося, що навчання у Великій Британії пройшли близько 7400 українських військових.
Отримана підготовка отримала схвалення українських військових; за словами бригадного генерала Джастіна Стенхауса, який курує програму підготовки, один український командир повідомив йому про нещодавній інцидент на передовій, коли 10 українських солдатів потрапили під російську атаку, але витримали стійкість і «прийняли бій з росіянами, тоді як інші ховалися». Це надихнуло решту їхнього взводу приєднатися до бою, і після того, як росіяни були відбиті, командир запитав їх, чому вони це зробили, на що вони відповіли: «Це те, чого нас вчили робити на навчаннях у Великій Британії».
Королівські військово-морські сили також беруть участь у програмі, навчаючи українців морським навичкам, таким як боротьба з пошкодженнями, пошук мін і вправи зі зброї. У жовтні 2022 року Росія звинуватила британських військово-морських спеціалістів у «керівництві та керівництві» Україною в її атаках на Севастопольську військово-морську базу 29 жовтня.
15 січня 2023 року уряд Великої Британії оголосив про черговий пакет військової допомоги Україні, який включав 14 основних бойових танків Challenger 2. Українці почали прибувати на навчання на танках на початку лютого. У тому ж місяці було також оголошено, що навчання буде розширено для морської піхоти та пілотів винищувачів. Станом на 16 лютого 2023 року британські та міжнародні інструктори підготували 10 тисяч українських новобранців.

## Учасники
Крім Великої Британії військових інструкторів надали інші країни — члени Співдружності націй та Об'єднаного експедиційного корпусу та інші країни-партнери: Данія (130 осіб), Швеція (120), Канада (225), Австралія — 70 осіб, Норвегія (75 з планом збільшити їх число до 150 чоловік у 2023), Румунія (30), Нова Зеландія (29), Литва (15), Фінляндія, Нідерланди та ін. З британської сторони в операції бере участь не менше 750 військових.
4 серпня 2022 року Канада приєдналася до Нової Зеландії та Нідерландів у відправленні контингенту для допомоги в програмі навчання під керівництвом Великої Британії. Приблизно 170 солдатів було відправлено до Сполученого Королівства під час операції UNIFIER, переважно з канадської легкої піхоти принцеси Патриції. Спочатку контингент Нової Зеландії нараховував близько 29 військовослужбовців, і їхні інструкції були зосереджені на легкій гарматі L118, подарованій Великою Британією та Новою Зеландією. Пізніше 15 серпня було оголошено, що цей контингент буде розширено ще на 120 військовослужбовців для навчання піхоти.
Сполучене Королівство запросило країни-члени Об'єднаних експедиційних сил Великої Британії взяти участь у програмі підготовки; 7 серпня 2022 року Швеція прийняла запрошення та оголосила, що надішле 120 інструкторів. Через день Фінляндія зобов'язалася надіслати 20 інструкторів. 10 серпня Данія оголосила, що приєднається до навчальної місії, надіславши 130 інструкторів. 11 серпня Німеччина, Латвія та Норвегія оголосили, що приєднаються до навчальної програми. Завдяки цьому Велика Британія заявила про можливість навчити більше українців, ніж планувалося спочатку. 18 серпня Естонія оголосила про приєднання до навчальної місії. 25 серпня Литва оголосила, що у вересні надасть 15 інструкторів і має намір підготувати до жовтня до 150 українських спеціалістів.
27 жовтня 2022 року Австралія оголосила, що з січня 2023 року відправить 70 військових інструкторів для участі в навчальній програмі під керівництвом Великої Британії.